# Cristóvão Borges
Cristóvão Borges dos Santos (Salvador da Bahia, 1959. június 9. –), brazil válogatott középpályás.